# ゴルギアス (対話篇)
『ゴルギアス』（希: Γοργίας、英: Gorgias）は、プラトンの初期の対話篇。副題は「弁論術について」。
弁論術の本質と是非、自然に則った正義の本質や節制と徳の重要性、現実政治のあるべき姿などについて議論している。

## 構成

### 登場人物
- ソクラテス - 老年期。64歳頃。
- ゴルギアス - シケリア島レオンティノイ出身の代表的なソフィストの一人。弁論術に長ける。老年期。82歳頃。
- ポロス（英語版） - シケリア島アクラガス出身の青年。ゴルギアスの弟子。
- カリクレス（カルリクレスとも。希: Καλλικλῆς、Callicles） - アテナイの政治家[1]。現実主義・自然主義的な主張を旨とする。アテナイにおけるゴルギアスらのホスト。
- カイレポン - ソクラテスの友人かつ熱烈な信奉者。

### 時代・場面設定
紀元前405年頃、アテナイの某所。ゴルギアスが見事な弁論を披露して去った後、一足遅れてやって来たソクラテスとカイレポンを、カリクレスがからかうところから話は始まる。
二人もゴルギアスが目当てだったと知ったカリクレスは、ゴルギアスらが滞在している自宅へと二人を招く。ソクラテスはゴルギアスにいかなる技術を持っていて、何を教えているのかを問答・吟味してみたいと言う。
場所をカリクレスの自宅へ移し、ゴルギアス、その弟子ポロス、そしてカリクレスと、ソクラテスが議論を展開していく。

### 特徴・補足
本篇は、プラトンの初期対話篇の中では、圧倒的に文量の多い長編作品となっている。（ただし当然のことながら、中期の『国家』や、後期の『法律』のような、大長編ほど長くはない。）
内容も、多くはそれまでの初期対話篇の反復でありながら、アポリア（行き詰まり）で終わることの多かったそれまでの対話篇と異なり、最初期の『ソクラテスの弁明』や『クリトン』のように、饒舌なソクラテスによって明確な答え・主張が読者に提示されており、また一方では、「知識」と「信念」（思惑）の区別（454D）が言及されたり、オルペウス教・ピタゴラス教団の教義がはじめて取り上げられたり、あるいは、「正・不正、善・悪、僭主 (独裁者) と幸福、自然(ピュシス)と社会法習(ノモス)、強者の論理、(真の)優秀者支配、節制/自足と幸福、(最)善を目的とする真の政治術と国家」といった『国家』の内容を先取りする、その原型とも言える議論が展開されていたり、また、本篇の「弁論術批判」というモチーフが、中期の『パイドロス』で反復されるものであることなど、様々な点で、初期と中期をつなぐ過渡的・象徴的な性格を持ち合わせた作品だと言える。
ゴルギアス、ポロス、カリクレスの3人と順々に、ソクラテスが対話・問答する構成となっており、文量としては、前半はゴルギアスとポロスが半分ずつ、後半は丸々カリクレスとの対話が展開される。したがって、『ゴルギアス』という題名とは裏腹に、メインの対話者はカリクレスとなっている。更に、「弁論術について」という副題が付いているものの、弁論術についての話題は、ポロスとの対話の途中から後景に退いて行き、現実政治における正・不正、善・悪といった話題が中心を占めるようになる。
また、後半のカリクレスとの対話の中では、カリクレスが「ソクラテスは自分が実につまらないヤクザな連中に法廷に引っぱり出される可能性を考えたりしないのか」（486B、521C）等と、後の民衆裁判を予見するような発言をしたり、ソクラテスが「政治に携わる者がすべき唯一の仕事は、市民をできるだけすぐれた者にすること」（515C）、「現代では唯一自分だけが本当の政治の仕事を行っている」（521D）、「アテナイ人ができるだけすぐれた人間になるように頑張り抜く」（521A）、「弁論術のような「迎合」の術を持ち合わせなかったことで死刑になるのだとしたら、動ずることなく死の運命に耐える」（522E）、「政治家の「迎合」に踊らされていた人々は、問題が生じると、その真の責任者ではなく、その傍らで忠告していた人々にその責任を負わせる」（519A）、「人々に対しても、神々に対しても、何一つ不正な行いをしなかったならば、一国の中で立派にやっていることになる」（522D）と発言するなど、『ソクラテスの弁明』や『クリトン』の内容を補足するような記述が、多く見られる。

## 内容
ソクラテスが、ソフィストであるゴルギアス、弟子のポロス、政治家カリクレスと、弁論術を巡って問答を交わす。
ゴルギアスとの問答では、弁論術が「正・不正」とは関係の無い、ただの見せかけの術であることが露わにされ、ソクラテスは「技術」ではなく「迎合」であると指摘する。
ポロスとの問答では弁論術の有用性について考察し、「魂」の不正・不幸を取り除くという点では役に立たないことが露わにされる。
カリクレスとの問答では、「法」や「政治」について考察し、国民の「魂」を善くするためには、「善」を目的とし、それを見極める「真の技術」「真の政治の術」こそが必要であり、弁論術のような「迎合」は必要無いことが指摘され、仮に弁論術のような「迎合」を持ち合わせず、自分の身を守れずに死刑になるようなことがあっても、不正を行わなかったのなら善く生きたことになるし、冥府でも裁きを受けることがない旨を、ソクラテスが述べる。

### 導入
とある公共広場にてゴルギアスが見事な演説を披露し、去った後にやって来たソクラテスとカイレポン。カリクレスは、ゴルギアスの話が聞きたいなら自宅に来ればいいと誘う。ソクラテスは、ゴルギアスに彼の持っている技術（弁論術）にはどんな力があるのか、そして彼は一体何を教えているのかを尋ねたいと言う。

### ゴルギアスとの問答

#### 「弁論術」と「正・不正」
ソクラテスとの問答によって、ゴルギアスが持っている技術は「弁論術」であり、彼は「弁論家」、そして、他の人をも「弁論家」にすることができるという点、更に、「弁論術」とは「言論について」の技術であり、それは（他の医術や体育術といった「言論絡み」の技術とは異なり）その技術の働き・目的達成が、「全て言論のみを通して成される」ものであり、更に、（他の数論・計算術・幾何学の技術とは異なり）「人間が関わる事柄の中で一番重要で一番善いもの」を対象・目的としており、それは「自由」と「他者の支配」であり、要するに（法廷・政務審議会・民会・市民集会などで）「他者を説得する能力・技術」のことである、というところまで話が絞り込まれる。
更に、それは（「各個別の対象についての説得」とも言える、他の技術とは異なり）「正・不正についての説得」であり、「知識」と「信念」の区別で言えば、後者の「信念」を扱う、つまり「相手を信じこませるための技術」であり、それによって「他の誰よりも自分が選ばれるように、他者を説き伏せることができる」「ありとあらゆる力を一手に収めて、自分の下に従えることができる」ものである、というところまで話が絞り込まれる。
また他方で、ゴルギアスは、その弁論術を用いるにあたっては、格闘術と同じような「心掛け」が必要であり、誰に対しても見境なくこれを用いていいわけではなく、「正しく」用いられなくてはならないとも付け加える。ただし、仮にそれを不正に用いた者が出てきたとしても、その「不正者」は批難されるべきだが、それを授けた者が批難されるべきではないとも述べる。

ソクラテスは、弁論術がゴルギアスが言うには「正・不正についての説得」であり、またその「使用の正しさ」（心掛け）に言及するようなものでありながら、「不正に用いる者」が出てくることもある、という点に引っかかる。
弁論術が仮に、無知な大衆を前にして、自分を、知識を持った他者よりも知識を持っているように見せる・思わせるだけのものであり、話題となるそれぞれの対象・技術を少しも知っておく必要が無い、「説得の工夫」を見つけ出しておきさえすればいいだけのものであるとして、「正・不正」「美・醜」「善・悪」に対しても、やはり同じように知っておく必要の無いものであるという扱いをするのか、それともそれらだけは別で、ちゃんと知っておかねばならないという扱いなのか、また、後者であるとして、ゴルギアスに弁論術を学ぼうとする者は、それらについての知識をあらかじめ持っておく必要があるのか、それともそれらも一緒にゴルギアスが教えてくれるのか、問う。
ゴルギアスは、もし学習者がたまたまそれら（正・不正）を知らないでいるのであれば、それらも併せて教えることになる、と答える。
ソクラテスは、そうなるとゴルギアスに弁論家にしてもらった者は、「正・不正」についても知っている者であり、「正しい人」「不正を行わない人」であるはずにもかかわらず、先程の話では「不正を行う者」もいるという、果たしてその真相はどうなのかと疑問を提起する。

### ポロスとの問答

#### 「技術」と「迎合 (追従/へつらい)」
そこでポロスが話に割り込む。弁論術と「正・不正」等は直接関係が無いのにもかかわらず、ゴルギアスは、それを教えないと言うのは皆の手前はばかられるので、あえて教えると言っただけなのに、そこをことさら言挙げして矛盾だと主張し、否定しようとするのは失礼だと、ソクラテスを非難する。
更にポロスは、それではソクラテスは弁論術を一体何だと、どんな技術だと主張したいのか問う。ソクラテスは、弁論術は技術と呼べるようなものではなく、化粧法・料理法・ソフィストの術と同じ類の、喜び・快楽を作り出すことについての経験・熟練に過ぎず、「迎合 (追従)」（コラケイア）と呼ぶべきものであり、「政治術の一部門の影」のようなものであり、醜く、劣悪なものであると述べる。
ゴルギアスに詳細を尋ねられて、ソクラテスは、身体と魂についての、「理論」を備えた正当な技術には、それぞれ2部門、計4部門の技術があり、身体についての技術には「体育術」と「医術」、魂についての技術（これを「政治術」と呼ぶ）には「立法術」と「司法・裁判の術」がある、そして、この4つのそれぞれの下に、それらの「理論」を備えず、「最善」を考慮せず、「快」を餌にして無知な人々を釣り、欺く術である「迎合 (追従)」として、「化粧法」「料理法」「ソフィストの術」「弁論術」の4つがもぐり込んでいると説明する。

【「技術」と「迎合 (追従)」】
- 「身体」についての技術
  - 「体育術」 （←「化粧法」）
  - 「医術」 （←「料理法」）
- 「魂」についての技術 【政治術】
  - 「立法術」 （←「ソフィストの術」）
  - 「司法・裁判の術」 （←「弁論術」）

議論はそのまま、ソクラテスとポロスの問答に移行する。

#### 「独裁者」と「正・不正」
ソクラテスは、各国の弁論家たちや、独裁者たちは、「一番力がある者」などではなく、むしろ「一番力が無い者」であり、「自分達に一番いいと思っていること」は行っているが、「自分達が本当に望んでいること」は何一つしていないと述べる。本来自分達が望み、目的としているはずの「善」が何であり、その反対の「悪」が何であるかを判断できないまま、ただ思い通りに振る舞っているだけなのだからと。
ソクラテスは、いかなる力も、「正義」に従って行使される場合は「善」であり、「不正」に行使される場合は「害悪」であると述べるも、ポロスは、奴隷身分でありながら謀略・殺害を繰り返して王位を簒奪したマケドニア王国のアルケラオス1世を例に出し、「不正を行っていながら、幸福な人間は数多くいる」と反論する。
ソクラテスは、ポロスは「不正を行っても、裁きを受けず、罰を受けないなら、幸福である」と考えているが、自分は「不正な人間」は皆不幸だと考えるし、その中でも、むしろそうした「裁きも受けず、罰を受けない者」の方が、より不幸であると考える、と述べる。
ポロスは、それでは「独裁者に家族もろとも拷問・処刑される者」が、その独裁者よりも幸福なのかと非難する。ソクラテスは、どちらも不幸だが、どちらが不幸かと言えば、やはりその独裁者の方が不幸だと述べる。ポロスは呆れて嘲笑する。

#### 「正・不正」と「善・悪」「美・醜」
ソクラテスは、ポロスに対して、「不正を受けること」と「不正を行うこと」は、どちらがより「害悪」「醜い」かを問い、ポロスは、
- 「不正を受けることは、より「害悪」」
- 「不正を行うことは、より「醜い」」

と答える。そこでソクラテスが、「悪」と「醜」（また「善」と「美」）を、別ものだと考えるのか問うと、ポロスは、もちろん別ものだと答える。
そこでソクラテスは、「美」とは「快楽」と「有益（善）」のどちらか一方ないしは両方ではないかと問う。ポロスも、同意する。ソクラテスは、それでは反対の「醜」は「苦痛」と「害悪（悪）」のどちらか一方ないしは両方になるのではないかと問う。ポロスも、同意する。
するとソクラテスは、「不正を行うこと」が、「不正を受けること」よりも、より「醜い」のであれば、それは「より「苦痛」か、より「害悪（悪）」か、その両方」ということになるが、他方で「不正を行うこと」が、「不正を受けること」よりも、より「苦痛」ではない以上、必然的に、より「害悪（悪）」であるということになり、先の発言と矛盾することを指摘。ポロスも、同意する。ソクラテスは、それではそのような、より「醜」かつ「害悪」なものを、選ぶ人間はいるのか問う。ポロスは、今の議論に従う限りはいないと否定する。

【「美」と「醜」】
- 「美」 - 「快楽」と「有益（善）」のどちらか一方ないしは両方
- 「醜」 - 「苦痛」と「害悪（悪）」のどちらか一方ないしは両方

【「不正を受ける」と「不正を行う」】
- 「不正を行う」＝より「醜」
＝より「苦痛」or/and より「害悪（悪）」
＝（「不正を受ける」よりは「苦痛」では無いため、必然的に）より「害悪（悪）」
＝より「醜」であり、より「害悪（悪）」
→ ポロスの矛盾、「醜」と「害悪（悪）」の一致

#### 「三劣悪」と「解放技術」
ソクラテスは、「裁きを受ける」という受動行為は、能動主体にとっては「懲らしめる」ということであり、それは「正義」に従って「懲らしめる」、すなわち「正しいことをする」ということであり、したがって、受動者にとっては「裁きを受ける」ということは、「正しいことをされる」ということでいいか問う。ポロスも、同意する。ソクラテスは、先の議論から、「正しいこと」は「美しいこと」であり、それは「快楽」と「有益さ（善）」のどちらか一方ないしは両方であり、「裁きを受ける」ことが「快楽」ではない以上、それは「有益さ（善）」ということになると指摘。ポロスも、同意する。
ソクラテスは、では「裁きを受ける」ことによって受ける「利益（善）」とは、「魂の上でより優れた者になる」「魂の劣悪から解放される」ということでいいか問う。ポロスも、同意する。
ソクラテスは、「財産」「身体」「魂」についての3つの劣悪の中では、「魂」についての劣悪、すなわち「不正」が最も「醜い」のではないかと指摘。ポロスも、同意する。ソクラテスは、「醜い」ということは、「苦痛」と「害悪（悪）」のどちらか一方ないしは両方ということであり、「魂の劣悪」が、「財産の劣悪」や「身体の劣悪」よりも「苦痛」とは言えない以上、「魂の劣悪」は「害悪（悪）」ということであり、「最大の悪」ということになると指摘。ポロスも、同意する。
ソクラテスは、そんな劣悪からの「解放技術」について、「貧乏」から解放してくれる技術は「金儲け術」、「病気」から解放してくれる技術は「医術」、そして「不正」や他の悪徳から解放してくれる技術は「裁判」（司法）であり、最も立派である（美しい）こと、また、これら「解放技術」の美しさ（「快楽」「有益さ（善）」）は「快楽」ではないので「有益さ（善）」であることを指摘。ポロスも、同意する。そしてソクラテスは、そんな「解放技術」の「有益さ（善）」にまつわる「幸福」の程度について、「身体」における「医術」による「病気の治療」の場合、「はじめから病気にもかからない（予防）」「病気になるが治療で治してもらう（治療）」「病気のまま治療してもらえない（未治療）」の順となり、3つ目が最大の不幸であること、そして「魂」における場合も同じであり、「不正」を行いながら、「裁き」によってそれから解放されないままでいることが、最大の不幸であると、言えるのではないかと指摘。ポロスも、同意する。

【「三劣悪」と「解放技術」】
- 「財産」にとっての悪 - 「貧乏」 （←「金儲け術」）
- 「身体」にとっての悪 - 「病気・虚弱・醜さ...」 （←「医術」）
- 「魂」にとっての悪 - 「不正・無学・臆病・放埒...」 （←「司法・裁判の術」）

ソクラテスは、したがって、弁論術が、「不正を覆い隠し、そこからの解放を妨げる」目的で使用される限りは、我々にとって何の役にも立たないと指摘。ポロスも、同意する。

### カリクレスとの問答

#### 「自然」（ピュシス）と「社会法習」（ノモス）
そこでカリクレスが話に割り込む。ゴルギアスは他者への遠慮・配慮ゆえに「正・不正も教える」とあえて述べてしまったものだから、ソクラテスに揚げ足を取られ、同じようにポロスも遠慮して、「不正を行うことは醜い」と述べてしまったものだから、ソクラテスに揚げ足を取られてしまったと指摘。そして、ソクラテスは真理を追求すると称しながら、実はそうして相手が人情ゆえにはっきりと言いづらい部分に付け込んで、相手に足枷をかけているだけだと指摘。
「自然」（ピュシス）と「社会法習」（ノモス）は相反するものであり、「社会法習」（ノモス）に遠慮して発言すれば、矛盾したことを言わざるを得なくなる、そのことをソクラテスはよく心得ていて、相手が「社会法習」（ノモス）の話をすれば、「自然」（ピュシス）の話を持ち出し、相手が「自然」（ピュシス）の話をすれば、「社会法習」（ノモス）の話を持ち出して矛盾を引き出しているだけだと。
議論はそのまま、ソクラテスとカリクレスの問答に移行する。

#### 「自然の法」と「社会の法」
カリクレスは、「自然」（ピュシス）においては、「不正を受けることが醜い」にもかかわらず、「社会法習」（ノモス）においては、「不正を行うことが醜い」とされるのは、社会における「法律の制定者」が、世の大多数を占める「力の弱い者達」だからだと指摘。彼らは自分達の利益のために、「力の強い人」「より多くのものを持つ能力のある人」を脅し、自分達より多く持つことがないようにすべく、多く取ることは「不正」で「醜い」ことにしているのだと。
それに反して、「自然」（ピュシス）の法においては、「「優秀な者」「有能な者」が多く持つ」ことが、「強者が弱者を支配する」ことが、正しいのだと指摘。アケメネス朝ペルシアのダレイオス1世やクセルクセスのように。

#### 「哲学」と「実務」
更にカリクレスは、哲学は若い頃に教養として携わるのはいいが、年老いてなお哲学にばかり執着するのは滑稽であり、「現実の政治・法律・公私さまざまな取り決めに疎く、様々な快楽・欲望にも無経験な者」になってしまうという点で、人生を破滅させてしまうと指摘。
そして、ソクラテスに対し、いい年していつまでもそういう（哲学に執着している）状態にいることを恥ずかしいと思わないのかと非難。ソクラテスやその仲間が謀略で法廷に引き出され、死刑を求刑されたとしても何もできない、そんな「素質のよい人間を引き取って、劣悪な者にしてしまう技術」が、「智恵」の名に値するのかと指摘。そして、ソクラテスに対し、そんな反駁ごっこはやめて、実務に関することに取り組むべきだと勧める。
ソクラテスは、「知識」「好意」「率直さ」を併せ持ったカリクレスは、自分にとって最良の「試金石」だと述べ、問答開始。

#### 「自然の正義」としての「優秀者支配」
ソクラテスは、カリクレスの言う「優れた者」「強者」というのは、「力がある者」ということでいいか問う。カリクレスも、同意する。ソクラテスは、それでは、「自然」（ピュシス）においては、「1人より多数の方が強い」のだから、その多数者が制定した「社会法習」（ノモス）の法こそが、「自然」（ピュシス）においても法となるのであり、両者は一致することになるので、先程カリクレスが述べた「自然」（ピュシス）と「社会法習」（ノモス）は相反するという考えは誤りだと指摘。
カリクレスは、自分が言っている「優れた者」「強者」「力がある者」というのは、そのような「雑魚の寄せ集め」を言っているのではなく、「能力的に優れた者」を指しているのだと反論。すなわち、「立派な人」「思慮のある人」達が、くだらない連中を支配し、より多くを持つことが、「自然」（ピュシス）の正義だと述べているのだと。
ソクラテスは、それでは「医者」は「飲食物」について、他者より「思慮」があるので、我々よりも多くの分け前に与るべきなのか問う。
カリクレスは、自分が言っているのは、そういう「食べ物」「飲み物」「医者」「着物」「履物」「土地」「農夫」「種子」「洗濯屋」「肉屋」といったくだらないことではなく、「国家公共の事柄」についてだと反論。どうすればそれが「よく治められるか」について「思慮」があり、それを遂行するだけの「勇気」を持ち合わせた者を、「優れた者」「強者」「力がある者」と呼んでいるのだと。

#### 「節制/自足」と「幸福」
ソクラテスは、それではその「優れた者」「強者」「力がある者」としての「支配する者」は、「自分自身を支配している」のか、すなわち、「自分の中にある様々な欲望・快楽に打ち克ち、「節制」する者」なのか問う。
カリクレスは、そんなことをするのは「お人好しの間抜け」であり、正しく生きようとする者は、むしろ「自分自身の欲望をできるだけ大きく放置し、「思慮」と「勇気」でその充足をはかるべき」だと答える。そして、そうすることができない大衆が、己の引け目や無能を覆い隠そうと、「節制」等を声高に叫ぶのであり、「能力ある者」にとっては、それらは「醜い」「害悪」な足枷でしかないと。また、そうして「背後の力・能力」さえしっかりしていれば、「贅沢・放埒・自由といったものこそが、真実には人間の徳（卓越性）や幸福となる」のだとも述べる。
ソクラテスは、それでは「自足した者」は、幸福ではないということか問う。カリクレスは、肯定する。ソクラテスは、それでは貴重な液体を入れる「甕」（かめ）を各自が持っているとして、穴の開いていない「甕」を持っている者よりも、穴が開いた「甕」を持っている者の方が幸福ということか問う。カリクレスは、肯定する。「穴の開いていない「甕」に液体を満たしてしまった者には、もはや快楽は無い」のだからと。

#### 「快・苦」と「善・悪」
ソクラテスは、それでは「快」と「善」は同じものか問う。カリクレスは、肯定する。ソクラテスは、それではカリクレスが先程並べて言及した「思慮（知識）」と「勇気」は同じか問う。カリクレスは、「思慮（知識）」と「勇気」は別ものであり、「快」「善」とも異なると答える。
ソクラテスは、「善」と「悪」は相反的なものであり、同時に成立することはないし、一方がある時には、もう一方は無いものか問う。カリクレスも、同意する。ソクラテスは、他方で「喉が渇いている」（苦痛を感じている）時に、「飲んで欠乏を充たす」（快楽を得る）という行為においては、「苦痛」と「快」は同時に成立しているし、「快」と「苦痛」が同時に無くなるのではないかと問う。カリクレスも、同意する。ソクラテスは、では「善」と「快」は別ものなのではないかと指摘する。
更にソクラテスは、「善い人」であるはずの「思慮と勇気のある者」も、「悪い人」である「無思慮で臆病な者」も、例えば戦場における戦況に応じて、同じように「快楽」や「苦痛」を感じるのであり、やはり「善」と「快」は別ものであると指摘。

カリスレスは、「ある種の快楽は善いもの」だが、「他の快楽は悪いもの」なのだと、区別を持ち込む。
ソクラテスは、では「善い快楽」とは「有益な（善いことをもたらす）快楽」、「悪い快楽」とは「有害な（悪いことをもたらす）快楽」であり、「快」ではなく「善」こそが行為の目的であり、また、それらを選び分けるには、技術の心得がある者を必要とするのではないかと指摘。カリクレスも、同意する。

#### 「多数相手の迎合 (追従/へつらい)」としての「弁論術/大衆演説」
ソクラテスは、ではゴルギアス、ポロスとの議論で出てきたように、「迎合 (追従)」と「技術」という2つの仕事の区別を承認するか問う。カリクレスは、とりあえず同意する。ソクラテスは、多数を相手とした「迎合 (追従)」として、「笛吹き術」「合唱術」「ディテュランボス・悲劇の詩作」などを挙げる。カリクレスも、同意する。ソクラテスは、ではその「詩」から節・リズム・韻律を取り除くと、一種の「大衆演説」となり、ある種の「弁論術」になると指摘。カリクレスも、同意する。
ソクラテスは、ではアテナイの成年市民の集まりを相手とする「弁論術」「大衆演説」は、「迎合 (追従)」なのか否か問う。カリクレスは、「迎合 (追従)」もあれば、「そうでないもの」もあると答える。ソクラテスは、そのもう一方のものは、「市民達の魂を善くするために最善のことだけを語る」ものだろうが、現代の弁論家の内で、そうしたことをする者はいるか問う。カリクレスは、否定する。ソクラテスは、では昔にはいたのか問う。カリクレスは、テミストクレス、キモン、ミルティアデス、ペリクレス等の名を挙げる。

#### 「正義」と「節制」
ソクラテスは、画家・家大工・船大工、あるいは、その他の職人も、自分が作り上げようとしているものに対して、ある秩序や調和をもたらすし、体育教師・医者なども、「身体」に規律・秩序としての「強健」「健康」をもたらす、そして「魂」の場合、それは「正義」「節制」であると指摘。カリクレスも、承認する。
ソクラテスは、「節制」とは、人間に対しては「正しい」ことを成し、神々に対しては「敬虔」なことを成し、また、避けるべきは避け、追求すべきは追求し、止まるべきは止まって忍耐するという点で、「勇気」があることでもあり、それらを備えた人は、「完全に善い人」であり、何事に対しても立派に行い、「幸福」であると指摘。したがって、個人であれ、国家であれ、幸福になろうとするなら、「正義」「節制」がそなわるようにしなくてはならず、それによって共同・友愛・秩序などが生まれると述べる。

#### 「不正」と「権力者との交際」
ソクラテスは、カリクレスが冒頭で述べた「哲学にかまけて、世事を身に付けず、自分や仲間を謀略から守れない状態でいることを、恥辱と思わないのか」という指摘に対して、ポロスとの対話内容に言及しつつ、改めて「不正を受けることは、最大の恥辱とは思わない」「不正を行う方が害悪で恥辱であり、その最大のものは、不正を行いながら裁きを受けないこと」であると回答。そして、一体何を身に備えたら、「不正を行う」「不正を受ける」ことを避け、そのことによる利益を受けることになるのか、それは何か「力」「技術」を備えることなのか問う。カリクレスも、同意する。
ソクラテスは、「不正を受けない」ことを考えるならば、支配者・独裁者か、その味方となることを考えればいいが、しかし、彼らは自分達より優れた者は排除するし、劣った者には無関心であり、似た者とつるんで不正を繰り返し、またその裁きを受けないように振る舞うことになるので、「不正を行わない」ことは無理である上に、最大の害悪を背負い込むことになると指摘。したがって、「長く生きる」ことを考えるのではなく、「善く生きる」ことを考えるべきだと述べる。

#### 「政治家」と「弁論家」と「ソフィスト」
ソクラテスは、ペリクレスは後に公金費消で有罪宣告され、死刑判決すら出されたし、キモンは陶片追放され、テミトクレスは更に財産没収・追放までされ、ミルティアデスは竪穴投下の判決を受けた、したがって、彼らは市民を優れた者にできなかったし、アテナイにはこれまで政治家として優れた人間はいなかったと指摘。
ソクラテスは、「魂」について「善いこと」も「美しいこと」も知らず、「技術」も持ち合わせず、「迎合 (追従)」で民衆をたぶらかし、それゆえに後で相手から「報復」されてはそれに対して「不平」「批判」を吐き出す、そうした点においては、先のような政治家たちも、弁論家も、ソフィストも、同類だと指摘する。もし「魂」を善くする技術を持ち合わせ、相手を善くし、不正を取り除くのであれば、そうしたことは起こらないはずだと。

#### 「正義」と「死の覚悟」
ソクラテスは、改めて、国家の世話をするには、「技術」で以て国民ができるだけ優れた人間になるようにするのがいいのか、それとも「迎合 (追従)」で以て召使のように彼らのご機嫌を取るのがいいか、問う。カリクレスは、後者（召使）を選び、そうしなければ、ソクラテスは死刑になると再度指摘しようとする。ソクラテスは、それではこれまでの議論をまた反復することになると指摘。
カリクレスは、ソクラテスは実際に自分がそんな目に遭うことを考えたりしないのか問う。ソクラテスは、当然考えているし、自分は現代のアテナイ人の中では唯一、真の意味での「政治の技術」「政治の仕事」に携わっていると思っており、「最善」を目的とし、「快楽」を目的としておらず、法廷においても、子供に対する医者のごとく、「迎合 (追従)」ではなく「忠告」を行わなければならない以上、死刑になっても少しも意外ではないと考えていると述べる。
カリクレスは、果たしてそのように自分自身を助けることもできない者が、一国の中で立派にやっているように思われるのか問う。ソクラテスは、人々に対しても、神々に対しても、不正なことを何一つ行わなかったなら、立派にやっていることになるし、「迎合 (追従)」としての弁論術を持ち合わせないがゆえに死刑になるのであれば、動じることなく死の運命に耐えると述べる。なぜなら、「魂」が数々の悪業で充たされたまま、ハデスの国に赴くことは、有りとあらゆる不幸の内で、一番ひどい不幸だからと。

#### 「冥府の裁き」と「修徳の勧奨」
ソクラテスは、最後に「冥府の裁き」（エーリュシオン・幸福者の島）にまつわる物語（ミュートス）を述べ、この物語（ミュートス）は、老婆の作り話のように思われて軽蔑されるかもしれないが、ここに居る3人は誰もこれに勝る生き方を提示できないでいるのに対し、（この物語（ミュートス）と調和的な）ここまで自分が述べてきた生き方についての説、すなわち、
- 人は「不正を「受ける」」ことよりも、「不正を「行う」」ことを警戒しなくてはならない。
- 人は公私いずれにおいても「善い人と「思われる」」のではなく、「善い人で「ある」」ように心がけなければならない。
- 誰かが何らかの点で「悪い人間」になっているなら、その人は「裁き」「懲らしめ」を受けて「正しい(善い)人」に矯正されるべきである。
- 「迎合」はどんなものであれ全て遠ざけるべきだし、弁論術であれ他のどんな行為であれ正しいことのために使わなくてはならない。

といった説だけは、反駁されないまま揺るがずに残り続けていると指摘。
したがって、こうした説を道案内として従い、
- 正義その他の徳を修める生き方こそ最上のものであり、その（「修徳」という）目標に到達したなら、人は生存中も死後も幸福であること。
- そのように徳を修め、一番大切な事柄について考えが定まり、ひとかどの人間になってから、政治の仕事に踏み出すなり、何かの勧告を行うべきであること。

といった考えを持ちながら生きていくことを勧めつつ、話は終わる。

## 論点

### 「弁論術」
本篇においては、ソクラテスによって、弁論術が「技術」（テクネー）と呼べるようなものではなく、「政治術」の中の「司法・裁判の術」に寄生し、「快」を餌に人々を釣るだけの「迎合 (追従/へつらい)」（コラケイア）であると指摘される。
それは、「魂」を善くしたり、その不正を取り除くことに貢献せず、むしろそれらを覆い隠してしまうものである旨が言及される。

【「技術」と「迎合 (追従)」】
- 「身体」についての技術
  - 「体育術」 （←「化粧法」）
  - 「医術」 （←「料理法」）
- 「魂」についての技術 【政治術】
  - 「立法術」 （←「ソフィストの術」）
  - 「司法・裁判の術」 （←「弁論術」）

そして、本篇の末尾において、ソクラテスが「迎合(追従)」としての弁論術を拒絶し、国民を優れたものにするために「技術」を以って「忠告」を行わなければならない以上、大衆の反感を買って死刑に処されてもおかしくないし、その運命を受け入れるとするくだりは、『ソクラテスの弁明』の内容の伏線となっている。

### 「自然」（ピュシス）と「社会法習」（ノモス）
本篇では、カリクレスによって、当時流行していた「自然」（ピュシス）と「社会法習」（ノモス）を対置させる考え方が、提示される。
カリクレスは、「社会法習」（ノモス）の虚構性・欺瞞性と、「強者・有能者による支配」の妥当性を指摘するために、「自然」（ピュシス）の論理を称揚するが、
- 思慮と勇気を併せ持った強者・有能者にとっての「有益な快楽」の目的である「善」

こそが目指されるべきであり、それを見極める「技術」が必要だという点では、「自然」（ピュシス）も「社会法習」（ノモス）も一緒であることが、ソクラテスによって露わにされる。
ちなみに、中期対話篇『国家』の第1巻においても、中心的な対話者であるトラシュマコスによって、類似した「強者の論理」が述べられているが、本篇のカリクレスの主張が「規範論 (べき論)」寄りなのに対して、『国家』第1巻のトラシュマコスの主張は「実態論 (である論)」寄りであるという僅かな違いがある。

### 「善」と「快」
本篇では、（「自然」（ピュシス）における）「善」と「快」の同一性を主張するカリクレスに対し、ソクラテスによって両者の区別が述べられる。
また、「善」に依拠する「技術」（テクネー）と、「快」に依拠する「迎合 (追従/へつらい)」（コラケイア）という形でも、両者の区別は指摘される。
これは一見、『プロタゴラス』等に見られる、「善 = 快」の主張と矛盾するように見えるが、両篇の内容をよくよく読めば、
- 「技術」を備え、「善」を目指す「快」である限りにおいては、その「快」は「善」と同一視できるが、そうでない短絡的な「快」は「善」とは別もの

という主張で、両者は共通しており、矛盾は無い。

### 「政治家」と「技術」
本篇のカリクレスとの対話においては、「これまでのアテナイの著名/高名な政治家たちの中には、技術を持ち合わせて国民（の魂）を善導していけるような優れた政治家がいなかった（が故に、彼らは後で国民/大衆の反撃/裁きに遭うことになった）」というプラトンの政治家批判が展開されている。
（そしてソクラテスのみが、彼らとは違う真の意味での「政治の技術/仕事」に携わり、国民の魂を善くすることに従事している（いた）と主張する。ただし、末尾で言及された懸念の通り、ソクラテスもまた国民/大衆に裁かれ、死刑にされてしまったので、結果としては（過去の政治家たちと同じく）国民/大衆の善導には失敗してしまった。しかしそれでも、その姿勢は「迎合 (追従)」ではなく「善導」を目指した立派なものであったということが、表現されている。）
プラトンの「政治家（及び詩人・手工者）の無知」に対する批判は、『ソクラテスの弁明』の「無知の知」を説明するくだりでも既に言及されていたが、こうして本篇でも取り上げられ、さらに『メノン』におけるアニュトスとの対話においても、再度言及される。
そして、こうしたソクラテス流の「善導を目的とした政治術」の先にある「政治家のあるべき姿、その知識・技術」に関しては、『国家』『政治家』『法律』といった中期〜後期対話篇において詳述されることになる。

### 「冥府の裁き」
本篇の末尾では、死後の魂の行き場としての「冥府」（エーリュシオン・幸福者の島）の物語が語られる。
死後の魂の行き場としての「冥府」に関しては、『ソクラテスの弁明』や『クリトン』でも既に述べられていたが、本篇末尾にて改めて言及され、さらに『パイドン』『国家《エルの物語》』『パイドロス』といった中期対話篇においても、内容の改編・拡張を経つつ、繰り返し言及される。
プラトンの思想における「冥府」は、「不死の魂」と「生前の善行に基づく死後の裁き」とセットになっており、ソクラテス・哲学者が、世俗的・肉体的な快楽・欲望に屈せずに、正義・善行を貫徹するための重大な根拠となっている。

## 影響
この対話篇は身体と精神の対立や分離、霊魂の不死と死後の命運を語った点で、中期の『パイドン』の先駆的思想を含み、正義についての議論は後期の『国家』の先駆をなしている。

## 日本語訳
- 『ゴルギアス』 加来彰俊訳、岩波文庫、改版2007年4月。ISBN 400-3360125
  - 元版『プラトン全集 9　ゴルギアス　メノン』 岩波書店。後者は藤沢令夫訳
- 『ソクラテスの弁明・クリトン　ゴルギアス』 藤沢令夫訳

中公クラシックス（新版）、2002年。ISBN 4121600223。前者は田中美知太郎訳
- 『ゴルギアス』 中澤務訳、光文社古典新訳文庫、2022年5月。ISBN 4334754627
- 『ゴルギアス』 三嶋輝夫訳、講談社学術文庫、2023年4月。ISBN 406-5315883

## 関連事項
- ゴルギアス
- ソフィスト
- 弁論術
- 自然法